# Tugíbides
Els Banu Tujib o tugíbides (àrab: بنو تجيب, Banū Tujīb, ‘descendents de Tujib’) foren una família andalusina d'origen àrab, establerta a l'Àndalus poc després de la conquesta islàmica. Controlaren la vall de l'Ebre durant els segles X i xi en competència amb els seus enemics els Banu Qassi. Aconseguiren esdevenir els representants del poder omeia a la Marca Superior i van acabar expulsant de Làrida i Balagà l'últim dels Banu Qassi el 927, Muhàmmad ibn Llop ibn Muhàmmad.
En l'època dels regnes de taifes, alguns dels primers emirs dels emirats de Làrida i Saraqusta foren d'aquesta família.

## Origen
Segons l'historiador i erudit andalusí Ibn Hazm, els tugíbides de l'Àndalus descendeixen del germà d'Amira ibn al-Muhàjir; aquest fou un personatge membre de la tribu Banu Tujib que va venir amb Mussa ibn Nussayr i fou governador de Barcelona durant dos anys en els primers decennis del segle viii; el seu germà es deia Abd-Al·lah ibn al-Muhàjir i seria el tronc de tota la família; una altra branca de la tribu dels Banu Tujib, coneguda com els Banu Salama, va exercir el poder local a Waixqa fins que en foren expulsats per una revolta popular el 798.
Al segle ix la família es desenvolupava a la vall de l'Ebre però els Banu Qassi exercien el predomini i el 852 arribaven al govern de Saraqusta. L'emir Muhàmmad I va recórrer a la família dels Banu Tujib per ser els seus delegats a la Marca Superior (vers 880); llavors la família tenia com a cap a Abd-ar-Rahman ibn Abd-al-Aziz ibn Abd-Al·lah; l'emir va fer restaurar o fortificar diverses localitats del sud de la Marca entre les quals la principal fou Daruka, que probablement era on ja estaven assentats; foren encarregats de combatre pel govern a canvi d'una retribució de cent dinars per campanya; això va debilitar als Banu Qassi i els tugíbides, amb Abu-Yahya Muhàmmad ibn Abd-ar-Rahman al-Ànkar, es va imposar a Saraqusta el 890.

## Governadors autònoms
El poder central fou restaurat per Abd-ar-Rahman III, que el 935 i 937 va fer expedicions per arrabassar als tugíbides el control de la Marca. En la primera expedició els caps tugíbides de Daruka, Yunus ibn Abd-al-Aziz, i de Calataiud, foren fets presoners i executats, però mig centenar més de membres del clan que també foren capturats, foren finalment amnistiats. En l'expedició del 937, Saraqusta va estar assetjada tres mesos i el cap local, Muhàmmad ibn Hàixim at-Tujibí, va acabar per rendir-se i va acceptar trencar els seus contactes amb Ramir II de Lleó, però a canvi de conservar el govern local tot i que com a tributari del califa de Qúrtuba. Entre els més propers al governador hi havia el cadi, Man ibn Muhàmmad que també era un tugíbida però potser de la branca anomenada Banu Sumàdih (en la qual apareix el nom de Man, poc freqüent).
El 939 Muhàmmad ibn Hàixim fou fet presoner pel rei de Lleó a la batalla de Simancas. A partir d'aquest moment el califa va deixar d'intervenir a la Marca Superior i va acceptar una àmplia autonomia per les famílies locals, especialment les branques tugíbides de Saraqusta i Daruka; el 950 Muhàmmad ibn Hàixim era nomenat visir i caid (cap militar) de la Marca Superior. A Al-Muqtabis d'Ibn Hayyan apareixen gaudint d'aquesta autonomia els anys 970-975, quan Yahya ibn Hàixim portava el mateix títol de visir que Muhàmmad. Algunes vegades foren cridats per la guerra al Marroc, sembla que per allunyar-los de la Marca i impedir la consolidació de projectes autonomistes.
El 980 el conflicte entre Ibn Abi-Àmir (Almansor) i el general Ghàlib ibn Abd-ar-Rahman as-Siqlabí, governador de Medinaceli, es va resoldre a favor del primer; els tugíbides es van dividir entre els dos. Abd-ar-Rahman ibn Yahya hauria pres part en el complot d'Abd-Al·lah (fill d'Amansor) contra el seu pare, i els dos implicats foren executats, però la influència tugíbida devia ser prou forta, perquè un membre de la família va ocupar el càrrec de governador de Saraqusta; era un nebot d'Abd-ar-Rahman de malnom Sinaja; un altre tugíbida, Man ibn Abd-al-Aziz conegut com a Faris al-Àrab, ‘el Campió dels Àrabs', fou conseller d'Almansor, tot i que al final fou eliminat.
No se saben la major part dels noms dels governadors locals a la Marca Superior durant el període d'Almansor, però segurament els tugíbides hi van tenir part destacada; el 1006 un tugíbida governava Waixqa, que al segle anterior havia estat en mans dels muladís Banu Xabrit, i pertanyia a una branca separada, la dels Banu Sumàdih; el seu nom era Muhàmmad ibn Àhmad ibn Sumàdih. No se sap fins quan Sinaja va ser governador a Saraqusta, però més tard apareix al càrrec un altre tugíbida, descendent de la branca de Daruka i de Yunus ibn Abd-al-Aziz, executat pel califa el 935/936, de nom al-Múndhir ibn Yahya at-Tujibí, que era general i governador de Tutila el 1005/1006 i hauria aconseguit el nomenament del califa Sulayman al-Mustaín el 1013.

## Reis
Posteriorment el califat va desaparèixer i al-Múndhir va quedar com a sobirà prenent els làqabs d'al-Hàjib, al-Mansur i Dhu-r-Riyassatayn; potser fou investit pel primer califa hammudita Alí ibn Hammud an-Nàssir (1016-1018); va expulsar de Waixqa el seu parent llunyà Muhàmmad ibn Àhmad ibn Sumàdih, que es va haver d'exiliar a Balànsiya i el fill del qual Abu-l-Àhwas Man ibn Sumàdih, fundarà més tard la dinastia Banu Sumàdih a Almeria. Sota pressió dels navarresos es va aliar al comte de Barcelona i al comte de Castella, aliances segellades per sengles matrimonis.
Yahya, fill d'al-Múndhir, va regnar poc temps, del 1023 al 1029, amb el mateix làqab d'al-Hàjib i el propi d'al-Mudhàffar. Va ser el primer sobirà d'una taifa a encunyar moneda; primer va reconèixer al califa hammudita al-Qàssim ibn Hammud al-Mamun i després un cert Abd-Al·lah que no se sap qui era, però que podria ser un califa titella, i finalment el darrer califa de Qúrtuba Hixam III al-Mutadd. En les monedes el mateix Yahya apareix simplement com Yahya el hàjib i mai com al-Mudhàffar.
El va succeir el 1029 el seu fill al-Múndhir II (1029-1037) que va portar el làqab de Muïzz-ad-Daula, i va reconèixer primer al califa Hixam III, que fou expulsat de Qúrtuba (1031) i es va refugiar a Làrida, on va morir sis anys després (1037). En la primera moneda coneguda després de la mort del califa Hixam III, del 1038/1039, torna a aparèixer el desconegut califa Abd-Al·lah, però el nom d'al-Múndhir II ja apareix amb el làqab d'al-Mansur. El 1039 fou assassinat per un altre tugibita, Abd-Al·lah ibn al-Hàkam, que va al·legar com a excusa el fet que al-Múndhir II no havia volgut reconèixer el fals califa omeia Hixam II, proclamat a Sevilla pels abbadites (1035), del qual alguns reis de les taifes n'havien acceptat la nominal sobirania. Abd-Al·lah ibn al-Hàkam pertanyia a la branca dels governadors de Saraqusta del segle x (Muhàmmad al-Ànkar i la seva descendència) i això sembla que posava al descobert la lluita entre dues branques familiars; el Bayan informa a més que a al-Múndhir se li tirava en cara ser fill d'una dona berber del llinatge dels Banu Dhi-n-Nun de Toledo.
Abd-Al·lah ibn al-Hàkam va reconèixer a les monedes al fals Hixam II, mentre ell mateix hi apareix com a hàjib; però l'assassinat d'al-Múndhir II havia causat molta hostilitat; l'oncle matern del difunt, Ismaïl ibn Dhi-n-Nun i el governador de Làrida i Tutila Sulayman ibn Hud van marxar cap a Saraqusta; després de 28 dies de regnat Abd-Al·lah es va refugiar a la fortalesa de Rueda de Jalón i a l'octubre de 1039 agafava el poder Sulayman ibn Hud que enceta el domini d'una nova dinastia, els Banu Hud o húdides.
Dels tugíbides a la vall de l'Ebre no se'n torna a parlar. Es creu que els membres de la família es van refugiar amb els seus parents d'Almeria on, segons el Bayan, a la mort de l'emir Abu-l-Àhwas Man ibn Sumàdih el 1052 fou substituït pel seu fill Muhàmmad ibn Man al-Mútassim sota influència dels «seus cosins tugíbides.»
Una família notable d'àrabs que en certa manera ocupava el paper predominant dels tugíbides, els Banu Abi-Dírham, van conservar el càrrec de cadi durant tot el segle xi a Waixqa.